# Fatima Natasha Khalil
Fatima Natasha Khalil est une militante afghane des droits de l'homme, membre de la commission afghane indépendante des droits de l'homme. Assassinée le 20 juin 2020 à Kaboul par les talibans, le Prix international de la femme de courage lui est décerné le 8 mars 2021, à titre posthume. 

## Biographie
Fatima Natasha Khalil est née à Quetta au Pakistan dans une famille de réfugiés qui avait fui en Afghanistan. Elle est la sixième enfant de deux anciens enseignants. Son père a ouvert une épicerie à Quetta, au Pakistan, gagnant à peine assez pour vivre.
Elle commence ses études dans une école de réfugiés au Pakistan, fondée par une organisation caritative saoudienne. Après le retour de la famille en Afghanistan, elle obtient son diplôme d'études secondaires à Kaboul dans une école internationale turque, qu'elle fréquente grâce à une bourse.
Au moment où elle obtient son diplôme de l'université américaine d'Asie centrale, au Kirghizistan, avec une double spécialisation en anthropologie et en études des droits de l'homme, elle parle couramment l'arabe, l'ourdou, l'anglais, le russe et les langues afghanes pachto et farsi.
Le 26 juin 2020, elle est assassinée avec son chauffeur lors d'une attaque ciblée par les talibans à Kaboul.
Le 8 mars 2021, elle reçoit, à titre posthume, du département d'État des États-Unis, le Prix international de la femme de courage.